# Pericapritermes
Pericapritermes (лат.) — род термитов из подсемейства Mirocapritermitinae (ранее в Termitinae). Известно около 40 видов.

## Распространение
Встречаются в тропиках Старого Света. Виды Pericapritermes широко распространены от Африки до Новой Гвинеи, а также в Южной и Юго-Восточной Азии. Миллер (1991) упоминает единственную находку из северного Квинсленда.

## Описание
Мелкие термиты, длина солдат менее 1 см. Солдаты обладают сильно асимметричными длинными мандибулами. Левая мандибула сильно изогнута посередине, без крюка на вершине или заметного базального выступа и с рудиментарным зубцом в базальной внутренней трети. Правая мандибула лопастевидная, с вершиной обычно заострённой и изогнутой наружу передней частью и внутренним апикальным краем прямым. Лабрум с передним краем почти прямым, а переднебоковые углы вытянуты в короткие отростки. Антенны с 14 члениками. Формула голенных шпор 3:2:2. Средние голени с одним или двумя шипами. Мандибулы рабочих с увеличенными вершинными зубцами, левая мандибула с 1-м и 3-м зубцами.
Левая мандибула солдат закручена и изогнута посередине, а его вершина тупая, а правая — плоская, прямая и похожая на лезвие; при защите они смыкаются и отпускаются с громким щелчком, подбрасывая солдата на несколько дюймов в воздух.
Представители этого рода питаются почвой. Pericapritermes строят подземные диффузные галереи, состоящие из скоплений небольших камер, соединённых туннелями, причём камеры обычно прилегают к подземным твёрдым материалам.

## Систематика
Около 40 видов. Род был впервые выделен в 1914 году итальянским энтомологом профессором Филиппо Сильвестри. Часть видов ранее входили в состав рода Capritermes.
В 2024 году род включен в состав подсемейства Mirocapritermitinae (ранее входил состав в Termitinae).
- Pericapritermes appellans
- Pericapritermes assamensis
- Pericapritermes beibengensis
- Pericapritermes brachygnathus
- Pericapritermes buitenzorgi
- Pericapritermes ceylonicus
- Pericapritermes chiasognathus
- Pericapritermes desaegeri
- Pericapritermes dolichocephalus
- Pericapritermes dumicola
- Pericapritermes dunensis
- Pericapritermes durga[7]
- Pericapritermes fuscotibialis
- Pericapritermes gloveri
- Pericapritermes gutianensis[8]
- Pericapritermes hepuensis[9]
- Pericapritermes heteronotus
- Pericapritermes latignathus
- Pericapritermes machadoi
- Pericapritermes magnificus
- Pericapritermes metatus
- Pericapritermes minimus
- Pericapritermes modiglianii[10]
- Pericapritermes mohri[11]
- Pericapritermes nigerianus
- Pericapritermes nitobei[12][13]
- Pericapritermes paetensis
- Pericapritermes pallidipes
- Pericapritermes papuanus[4]
- Pericapritermes parvus[4]
- Pericapritermes pilosus[4]
- Pericapritermes planiusculus[14]
- Pericapritermes schultzei
- Pericapritermes semarangi
- Pericapritermes silvestrianus[15]
- Pericapritermes speciosus
- Pericapritermes tetraphilus[10][16]
- Pericapritermes topslipensis[17]
- Pericapritermes travancorensis[5]
- Pericapritermes urgens
- Pericapritermes wuzhishanensis[18]